# Mary Watson Whitney
Mary Watson Whitney (11 de Setembro de 1847 - 20 de Janeiro de 1921) foi uma astrônoma americana e por 22 anos a chefe do Observatório Vassar onde 102 artigos científicos foram publicados sob sua direção.

## Infância e formação

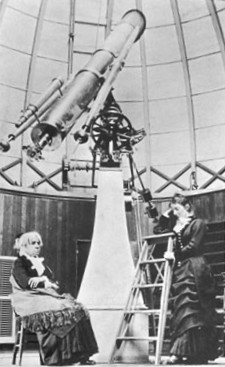
Imagem em 1877.

Whitney nasceu em Waltham, Massachusetts em 1847. Filha de Mary Watson Crehore e Samuel Buttrick Whitney. O pai dela foi bem sucedido no ramo imobiliário e rico o suficiente para lhe proporcionar uma boa educação para uma mulher na época. Frequentou a escola em Waltham, onde se destacou em matemática e graduou-se na escola pública em 1863. Deu aulas em particular por um ano antes de entrar no Vassar College em 1865, onde conheceu a astrônoma Maria Mitchell. Enquanto esteve no Vassar College, o pai dela morreu e o seu irmão se perdeu no mar. Conseguiu o seu diploma em 1868.
Nos anos de 1869 a 1870, fez alguns cursos sobre quatérnios e mecânica celeste com Benjamin Peirce (em Harvard). Na época, mulheres não podiam ser admitidas em Harvard, então participou como convidada. Conseguiu seu mestrado em Vassar em 1872, depois foi para Zurique por 3 anos, onde estudou matemática e mecânica celeste.

## Carreira profissional
Ao voltar para os EUA, tornou-se professora em sua escola natal até que tornou-se assistente de Maria Mitchell em Vassar. Em 1888, após a aposentadoria de Mitchell ela tornou-se professora e diretora do observatório de lá até se aposentar em 1915, por motivos de saúde.
Durante sua carreira, concentrou-se no ensino e estudo relacionados com estrelas duplas, estrelas variáveis, asteroides, cometas e medições por chapas fotográficas. Sob sua direção, 102 artigos foram publicados no Observatório de Vassar. Em 1889, a mãe e a irmã ficaram doentes e Whitney trouxe-as ao Observatório, onde poderia cuidar delas e continuar a trabalhar de meio período. Quando elas morreram dois anos depois, retomou o trabalho em tempo integral. Whitney foi membro da Associação Americana para o Avanço da Ciência e membro fundadora da Sociedade Astronômica e Astrofísica.
Mary Whitney também acreditava que a ciência proporcionava muitas oportunidades de trabalho para as mulheres. Esperava que as mulheres em breve seriam mais ativas na prática da química, arquitetura, odontologia e agricultura, que eram mais lucrativas e para Whitney, as mulheres eram extremamente adequadas. No entanto, também acreditava que a formação científica as preparariam para serem boas mães, enquadrando-se em mais alegorias tradicionais do início do século 20.

## Futuro
Mary Whitney morreu em Waltham no dia 20 de Janeiro de 1921 de pneumonia.

## Ligação externa
- Whitneygen.org